# Stoczek (gromada w powiecie łukowskim, 1962–1972)
Stoczek (do 31 XII 1961 Prawda Stara) – dawna gromada, czyli najmniejsza jednostka podziału terytorialnego Polskiej Rzeczypospolitej Ludowej w latach 1954–1972.
Gromady, z gromadzkimi radami narodowymi (GRN) jako organami władzy najniższego stopnia na wsi, funkcjonowały od reformy reorganizującej administrację wiejską przeprowadzonej jesienią 1954 do momentu ich zniesienia z dniem 1 stycznia 1973, tym samym wypierając organizację gminną w latach 1954–1972.
Gromadę Stoczek z siedzibą GRN w mieście Stoczku (nie wchodzącym w jej skład; w obecnym brzmieniu Stoczek Łukowski) utworzono 1 stycznia 1962 w powiecie łukowskim w woj. lubelskim w związku z przeniesieniem siedziby gromady Prawda Stara z Prawda Stara do Stoczka i zmianą nazwy jednostki na gromada Stoczek; równocześnie, do nowo utworzonej gromady Stoczek włączono obszary zniesionych gromad Kisielsk i Kobiałki Stare oraz wieś Zabiele i kolonię Wólka Poznańska ze zniesionej gromady Zgórznica w tymże powiecie.
1 stycznia 1969 do gromady Stoczek włączono obszar zniesionej gromady Toczyska w tymże powiecie.
Gromada przetrwała do końca 1972 roku, czyli do kolejnej reformy gminnej. 1 stycznia 1973 w powiecie łukowskim utworzono gminę Stoczek Łukowski.